# Ghislain Van Royen
Ghislain Van Royen (Berendrecht, 29 december 1916 - Kapellen, 19 augustus 2018) was een Vlaams auteur.

## Levensloop
Van Royen kreeg zijn onderwijzersopleiding aan de Bisschoppelijke Normaalschool in Sint-Niklaas. Sinds 1938 was hij onderwijzer aan de gemeentelijke jongensschool van Ekeren-Donk, genaamd Sint-Jozef, later De Kleurenboom. Van 1972 tot 1975 was hij directeur van voornoemde school.
Hij was een veteraan van de Tweede Wereldoorlog en lid van het gewapend Verzet.
Van Royen was sinds 1942 gehuwd met Maria Costermans, tot aan haar overlijden in 2006.
Hij was jarenlang bibliothecaris en meer dan 60 jaar zanger in het zangkoor Sint-Cecilia in Ekeren-Donk. Hij was redacteur van het plaatselijk Parochieblad, lid van de toneelgilde Sint-Genisius, grimeur bij Het Gulden Masker.
Ter gelegenheid van zijn 101e verjaardag publiceerde Van Royen nog een nieuwe bundel limericks. Hij overleed acht maanden later in een woonzorgcentrum in Kapellen.

## Werken
- 100 jaar jongensschool Ekeren-Donk, 2000.
- De meester vertelt, 2013.